# Zaluzianskya glandulosa
Zaluzianskya glandulosa är en flenörtsväxtart som beskrevs av O.M. Hilliard. Zaluzianskya glandulosa ingår i släktet Zaluzianskya och familjen flenörtsväxter. Inga underarter finns listade i Catalogue of Life.